# Далма Канева
Далма Канева (італ. Dalma Caneva; нар. 6 травня 1994) — італійська борчиня вільного стилю, срібна призерка чемпіонату Європи, бронзова призерка чемпіонату світу серед військовослужбовців.

## Життєпис
Боротьбою почала займатися з 2005 року. У 2010 році здобула срібну медаль чемпіонату Європи серед кадетів. Наступного року на цих же змаганнях отримала чемпіонський титул. У 2013 році стала бронзовою призеркою чемпіонату світу серед юніорів. Наступного року стала чемпіонкою Європи серед юніорів та здобула срібну медаль чемпіонату світу серед юніорів.
Виступає за борцівський клуб «Esercito» Генуя. Від самого початку тренується під керівництвом Луціо Канева.

## Спортивні результати на міжнародних змаганнях

### Виступи на Чемпіонатах світу
| Змагання                        | Збірна | Вагова категорія          | Місце |
| ------------------------------- | ------ | ------------------------- | ----- |
| Чемпіонат світу з боротьби 2013 | Італія | жіноча боротьба, до 67 кг | 20    |
| Чемпіонат світу з боротьби 2014 | Італія | жіноча боротьба, до 63 кг | 11    |
| Чемпіонат світу з боротьби 2015 | Італія | жіноча боротьба, до 69 кг | 18    |
| Чемпіонат світу з боротьби 2018 | Італія | жіноча боротьба, до 68 кг | 9     |
| Чемпіонат світу з боротьби 2019 | Італія | жіноча боротьба, до 68 кг | 31    |
| Чемпіонат світу з боротьби 2022 | Італія | жіноча боротьба, до 68 кг | 16    |

### Виступи на Чемпіонатах Європи
| Змагання                         | Збірна | Вагова категорія          | Місце  |
| -------------------------------- | ------ | ------------------------- | ------ |
| Чемпіонат Європи з боротьби 2012 | Італія | жіноча боротьба, до 72 кг | 13     |
| Чемпіонат Європи з боротьби 2013 | Італія | жіноча боротьба, до 67 кг | 9      |
| Чемпіонат Європи з боротьби 2014 | Італія | жіноча боротьба, до 69 кг | 14     |
| Чемпіонат Європи з боротьби 2016 | Італія | жіноча боротьба, до 69 кг | 8      |
| Чемпіонат Європи з боротьби 2018 | Італія | жіноча боротьба, до 68 кг | 9      |
| Чемпіонат Європи з боротьби 2020 | Італія | жіноча боротьба, до 68 кг | Срібло |
| Чемпіонат Європи з боротьби 2021 | Італія | жіноча боротьба, до 72 кг | Бронза |
| Чемпіонат Європи з боротьби 2023 | Італія | жіноча боротьба, до 72 кг | Бронза |

### Виступи на Європейських іграх
| Змагання              | Збірна | Вагова категорія          | Місце |
| --------------------- | ------ | ------------------------- | ----- |
| Європейські ігри 2015 | Італія | жіноча боротьба, до 63 кг | 12    |

### Виступи на Кубках світу
| Змагання                    | Збірна | Вагова категорія          | Місце |
| --------------------------- | ------ | ------------------------- | ----- |
| Кубок світу з боротьби 2020 | Італія | жіноча боротьба, до 68 кг | 8     |

### Виступи на Чемпіонатах світу серед військовослужбовців
| Змагання                                                  | Збірна | Вагова категорія          | Місце  |
| --------------------------------------------------------- | ------ | ------------------------- | ------ |
| Чемпіонат світу з боротьби серед військовослужбовців 2014 | Італія | жіноча боротьба, до 63 кг | Бронза |

### Виступи на Всесвітні іграх військовослужбовців
| Змагання                                | Збірна | Вагова категорія          | Місце |
| --------------------------------------- | ------ | ------------------------- | ----- |
| Всесвітні ігри військовослужбовців 2019 | Італія | жіноча боротьба, до 68 кг | 10    |

### Виступи на інших змаганнях
| Змагання                                                         | Збірна | Вагова категорія          | Місце  |
| ---------------------------------------------------------------- | ------ | ------------------------- | ------ |
| Золотий Гран-прі з боротьби 2012 (Кліппан )                      | Італія | жіноча боротьба, до 72 кг | 11     |
| Олімпійський кваліфікаційний турнір з боротьби 2012 (Тайюань)    | Італія | жіноча боротьба, до 72 кг | 14     |
| Олімпійський кваліфікаційний турнір з боротьби 2012 (Гельсінкі)  | Італія | жіноча боротьба, до 72 кг | 16     |
| Турнір міста Сассарі 2012                                        | Італія | жіноча боротьба, до 72 кг | Срібло |
| Henri Deglane Challenge 2012                                     | Італія | жіноча боротьба, до 72 кг | Срібло |
| Flatz Open 2013                                                  | Італія | жіноча боротьба, до 72 кг | 5      |
| Гран-прі Німеччини з боротьби 2013                               | Італія | жіноча боротьба, до 67 кг | 7      |
| Золотий Гран-прі з боротьби 2013 (Сассарі)                       | Італія | жіноча боротьба, до 67 кг | 5      |
| Henri Deglane Challenge 2013                                     | Італія | жіноча боротьба, до 67 кг | Бронза |
| Nordhagen Classics 2013                                          | Італія | жіноча боротьба, до 67 кг | Бронза |
| Золотий Гран-прі з боротьби 2014 (Париж)                         | Італія | жіноча боротьба, до 69 кг | Бронза |
| Klippan Lady Open 2014                                           | Італія | жіноча боротьба, до 69 кг | 18     |
| Турнір міста Сассарі з боротьби 2014                             | Італія | жіноча боротьба, до 69 кг | Бронза |
| Henri Deglane Challenge 2014                                     | Італія | жіноча боротьба, до 69 кг | Золото |
| Турнір Олександра Медведя 2015                                   | Італія | жіноча боротьба, до 63 кг | 5      |
| Середземноморський чемпіонат з боротьби 2015                     | Італія | жіноча боротьба, до 63 кг | Золото |
| Турнір Дана Колова — Николи Петрова 2015                         | Італія | жіноча боротьба, до 63 кг | Бронза |
| Гран-прі Іспанії з боротьби 2015                                 | Італія | жіноча боротьба, до 69 кг | 11     |
| Відкритий чемпіонат Польщі з боротьби 2015                       | Італія | жіноча боротьба, до 69 кг | 12     |
| Henri Deglane Challenge 2015                                     | Італія | жіноча боротьба, до 69 кг | Срібло |
| Гран-прі «Іван Яригін» 2016                                      | Італія | жіноча боротьба, до 69 кг | Срібло |
| Klippan Lady Open 2016                                           | Італія | жіноча боротьба, до 69 кг | 5      |
| Олімпійський кваліфікаційний турнір з боротьби 2016 (Стамбул)    | Італія | жіноча боротьба, до 69 кг | 8      |
| Турнір міста Сассарі 2016                                        | Італія | жіноча боротьба, до 69 кг | Бронза |
| Гран-прі Іспанії з боротьби 2016                                 | Італія | жіноча боротьба, до 69 кг | 13     |
| Henri Deglane Challenge 2016                                     | Італія | жіноча боротьба, до 69 кг | Срібло |
| Гран-прі «Іван Яригін» 2017                                      | Італія | жіноча боротьба, до 69 кг | 10     |
| Київський Міжнародний турнір з боротьби 2018                     | Італія | жіноча боротьба, до 68 кг | 10     |
| Турнір Дана Колова — Николи Петрова 2018                         | Італія | жіноча боротьба, до 69 кг | 8      |
| Турнір міста Сассарі з боротьби 2018                             | Італія | жіноча боротьба, до 68 кг | Золото |
| Середземноморські ігри 2018                                      | Італія | жіноча боротьба, до 68 кг | Срібло |
| Відкритий чемпіонат Польщі з боротьби 2018                       | Італія | жіноча боротьба, до 68 кг | Срібло |
| Klippan Lady Open 2019                                           | Італія | жіноча боротьба, до 68 кг | 10     |
| Турнір Маттео Пелліцоне 2020                                     | Італія | жіноча боротьба, до 68 кг | 16     |
| Європейський олімпійський кваліфікаційний турнір з боротьби 2021 | Італія | жіноча боротьба, до 68 кг | 11     |
| Світовий олімпійський кваліфікаційний турнір з боротьби 2021     | Італія | жіноча боротьба, до 68 кг | 5      |
| Турнір міста Сассарі 2022                                        | Італія | жіноча боротьба, до 68 кг | Золото |
| Середземноморські ігри 2022                                      | Італія | жіноча боротьба, до 68 кг | Бронза |
| Меморіал Іона Корнеану і Ладислава Сімона 2022                   | Італія | жіноча боротьба, до 68 кг | 4      |
| Меморіал Білла Фаррелла 2022                                     | Італія | жіноча боротьба, до 72 кг | Золото |
| Турнір Загреба з боротьби 2023                                   | Італія | жіноча боротьба, до 72 кг | Срібло |
| Турнір Ібрагіма Мустафи 2023                                     | Італія | жіноча боротьба, до 72 кг | Золото |

### Виступи на змаганнях молодших вікових груп
| Змагання                                       | Збірна | Вагова категорія          | Місце  |
| ---------------------------------------------- | ------ | ------------------------- | ------ |
| Чемпіонат Європи з боротьби серед кадетів 2009 | Італія | жіноча боротьба, до 70 кг | 5      |
| Чемпіонат Європи з боротьби серед кадетів 2010 | Італія | жіноча боротьба, до 70 кг | Срібло |
| Чемпіонат Європи з боротьби серед кадетів 2011 | Італія | жіноча боротьба, до 70 кг | Золото |
| Чемпіонат світу з боротьби серед кадетів 2011  | Італія | жіноча боротьба, до 70 кг | 12     |
| Чемпіонат Європи з боротьби серед юніорів 2011 | Італія | жіноча боротьба, до 72 кг | 5      |
| Чемпіонат Європи з боротьби серед юніорів 2012 | Італія | жіноча боротьба, до 72 кг | 5      |
| Чемпіонат Європи з боротьби серед юніорів 2013 | Італія | жіноча боротьба, до 67 кг | 9      |
| Чемпіонат світу з боротьби серед юніорів 2013  | Італія | жіноча боротьба, до 67 кг | Бронза |
| Чемпіонат Європи з боротьби серед юніорів 2014 | Італія | жіноча боротьба, до 67 кг | Золото |
| Чемпіонат світу з боротьби серед юніорів 2014  | Італія | жіноча боротьба, до 67 кг | Срібло |
| Чемпіонат Європи з боротьби серед молоді 2015  | Італія | жіноча боротьба, до 63 кг | 5      |
| Чемпіонат Європи з боротьби серед молоді 2016  | Італія | жіноча боротьба, до 69 кг | 7      |
| Чемпіонат Європи з боротьби серед молоді 2017  | Італія | жіноча боротьба, до 69 кг | 8      |